# Дилети (Мачерата)
Дилети (итал. Diletti) насеље је у Италији у округу Мачерата, региону Марке.
Према процени из 2011. у насељу је живело 18 становника. Насеље се налази на надморској висини од 436 м.